# Letur
Letur est une commune d'Espagne de la province d'Albacete dans la communauté autonome de Castille-La Manche.

## Histoire
- Le Le 29 octobre 2024, la commune subi une inondation dévastatrice qui a causé des morts et beaucoup de destruction dans la municipalité[1].

## Administration
| Période                                  | Période | Identité | Étiquette | Qualité |
| ---------------------------------------- | ------- | -------- | --------- | ------- |
|                                          |         |          |           |         |
| Les données manquantes sont à compléter. |         |          |           |         |